# 32. ceremonia wręczenia Europejskich Nagród Filmowych
32. ceremonia wręczenia Europejskich Nagród Filmowych odbyła się 7 grudnia 2019 roku w Berlinie. Nominacje do nagród zostały ogłoszone 9 listopada 2019.
Niekwestionowanym zwycięzcą tej edycji rozdania nagród został brytyjski film kostiumowy Faworyta w reżyserii Greka Yorgosa Lanthimosa. Obraz zdobył łącznie 9 nominacji i 8 statuetek. Po dwie nagrody otrzymał hiszpański Ból i blask Pedra Almodóvara i francuski Portret kobiety w ogniu Céline Sciammy.

## Laureaci i nominowani

### Nagrody przyznawane przez członkówEFA

#### Najlepszy europejski film roku
- Faworyta, reż. Yorgos Lanthimos
  -  Ból i blask, reż. Pedro Almodóvar
  -  Błąd systemu, reż. Nora Fingscheidt
  -  Nędznicy, reż. Ladj Ly
  -  Oficer i szpieg, reż. Roman Polański
  -  Zdrajca, reż. Marco Bellocchio

#### Najlepszy europejski film komediowy
- Faworyta, reż. Yorgos Lanthimos
  -  Ditte i Louise, reż. Niclas Bendixen
  -  Tel Awiw w ogniu, reż. Sameh Zoabi

#### Najlepszy europejski reżyser
- Yorgos Lanthimos – Faworyta
  -  Pedro Almodóvar − Ból i blask
  -  Marco Bellocchio − Zdrajca
  -  Roman Polański − Oficer i szpieg
  -  Céline Sciamma – Portret kobiety w ogniu

#### Najlepszy europejski aktor
- Antonio Banderas – Ból i blask
  -  Jean Dujardin – Oficer i szpieg
  -  Pierfrancesco Favino – Zdrajca
  -  Lewan Gelbachiani – A potem tańczyliśmy
  -  Alexander Scheer – Gundermann
  -  Ingvar Eggert Sigurðsson – Biały, biały dzień

#### Najlepsza europejska aktorka
- Olivia Colman – Faworyta
  -  Trine Dyrholm – Królowa kier
  -  Adèle Haenel – Portret kobiety w ogniu
  -  Noémie Merlant – Portret kobiety w ogniu
  -  Wiktoria Miroszniczenko − Wysoka dziewczyna
  -  Helena Zengel – Błąd systemu

#### Najlepszy europejski scenarzysta
- Céline Sciamma – Portret kobiety w ogniu
  -  Pedro Almodóvar − Ból i blask
  -  Ladj Ly, Giordano Gederlini i Alexis Manenti − Nędznicy
  -  Robert Harris i  Roman Polański – Oficer i szpieg
  -  Marco Bellocchio, Ludovica Rampoldi, Valia Santella i Francesco Piccolo – Zdrajca

### Nagrody techniczne

#### Najlepszy europejski operator
- Robbie Ryan − Faworyta

#### Najlepszy europejski kompozytor
- John Gürtler – Błąd systemu

#### Najlepszy europejski montażysta
- Jorgos Mawropsaridis – Faworyta

#### Najlepszy europejski scenograf
- Antxon Gómez − Ból i blask

#### Najlepszy europejski kostiumograf
- Sandy Powell − Faworyta

#### Najlepszy europejski dźwiękowiec
- Eduardo Esquide, Nacho Royo-Villanova i Laurent Chassaigne − Noc przez dwanaście lat

#### Najlepszy europejski charakteryzator
- Nadia Stacey − Faworyta

#### Najlepsze europejskie efekty specjalne
- Martin Ziebell,  Sebastian Kaltmeyer,  Neha Hirve,  Jesper Brodersen i  Torgeir Busch – O nieskończoności

### Nagrody dla filmów niefabularnych

#### Najlepszy europejski film animowany
- Buñuel w labiryncie żółwi, reż. Salvador Simó
  -  Jaskółki z Kabulu, reż. Zabou Breitman i Eléa Gobé Mévellec
  -  Marona - psia opowieść, reż. Anca Damian
  -  Zgubiłam swoje ciało, reż. Jérémy Clapin

#### Najlepszy europejski film dokumentalny
- Dla Samy, reż. Waad Al-Kateab i Edward Watts
  -  Kraina miodu, reż. Ljubomir Stefanow i Tamara Kotewska
  -  Selfie, reż. Agostino Ferrente
  -  Świadkowie Putina, reż. Witalij Manski
  -  Zniknięcie mojej matki, reż. Beniamino Barrese

#### Najlepszy europejski film krótkometrażowy
- Prezent pod choinkę, reż. Bogdan Mureşanu
  -  Niesamowite przygody kamiennej damy, reż. Gabriel Abrantes
  -  Psy szczekające na ptaki, reż. Leonor Teles
  -  Rekonstrukcja, reż. Jiří Havlíček i Ondřej Novák
  -  Sok z arbuza, reż. Irene Moray

#### Najlepszy europejski serial telewizyjny
- Babilon Berlin, reż. Achim von Borries, Henk Handloegten i Tom Tykwer

### Nagrody przyznawane przez krytyków

#### Największe europejskie odkrycie roku
- Nędznicy, reż. Ladj Ly
  -  Aniara, reż. Pella Kagerman i Hugo Lilja
  -  Atlantyk, reż. Mati Diop
  -  Irina, reż. Nadeżda Kosewa
  -  Martwy punkt, reż. Tuva Novotny
  -  Ray i Liz, reż. Richard Billingham

### Nagrody przyznawane przez publiczność

#### Nagroda publiczności dla najlepszego europejskiego filmu
- Zimna wojna, reż. Paweł Pawlikowski
  -  Ból i blask, reż. Pedro Almodóvar
  -  Dogman, reż. Matteo Garrone
  -  Dziewczyna, reż. Lukas Dhont
  -  Fantastyczne zwierzęta: Zbrodnie Grindelwalda, reż. David Yates
  -  Faworyta, reż. Yorgos Lanthimos
  -  Granica, reż. Ali Abbasi
  -  Kartoteka 64, reż. Christoffer Boe
  -  Mamma Mia: Here We Go Again!, reż. Ol Parker
  -  Niezatapialni, reż. Gilles Lellouche
  -  Szczęśliwy Lazzaro, reż. Alice Rohrwacher
  -  Żywiciel, reż. Nora Twomey

#### Nagroda młodej widowni dla najlepszego filmu europejskiego dla nastolatków
- Kickbokserka, reż. Johan Timmers
  -  Mamy talent!, reż. Christian Lo
  -  Stare chłopaki, reż. Toby MacDonald

#### Nagroda studentów szkół wyższych dla najlepszego europejskiego filmu
- Portret kobiety w ogniu, reż. Céline Sciamma
  -  A potem tańczyliśmy, reż. Lewan Akin
  -  Błąd systemu, reż. Nora Fingscheidt
  -  Bóg istnieje, a jej imię to Petrunia, reż. Teona Strugar Mitewska
  -  Piranie, reż. Claudio Giovannesi

### Nagrody honorowe i specjalne

#### Europejska Nagroda Filmowa za osiągnięcia życia
- Werner Herzog

#### Europejska Nagroda Filmowa za wkład w światowe kino
- Juliette Binoche

#### Nagroda Eurimages dla najlepszego europejskiego koproducenta
- Ankica Jurić Tilić